# Nangang Shan
Nangang Shan är en bergskedja i Kina. Den ligger i provinsen Jilin, i den nordöstra delen av landet, omkring 360 kilometer sydost om provinshuvudstaden Changchun.
Genomsnittlig årsnederbörd är 939 millimeter. Den regnigaste månaden är juli, med i genomsnitt 226 mm nederbörd, och den torraste är januari, med 10 mm nederbörd.